# 第三五二海軍航空隊
第三五二海軍航空隊（だい352かいぐんこうくうたい）は、日本海軍の部隊の一つ。本土防衛の主力戦闘機隊として、太平洋戦争終盤に九州上空の迎撃・戦闘行動に従事した。通称「草薙部隊」。

## 沿革
中国大陸より八幡製鉄所を狙って飛来する連合軍の航空部隊を迎撃すべく、海軍は九州に戦闘航空隊を設置することとした。本土防空は元来陸軍の管轄であり、特に九州地区は要衝太刀洗基地を擁するため、陸軍は難色を示したが、絶対国防圏が破綻した1944年（昭和19年）夏にようやく陸海軍の調整が決着し、大村飛行場を拠点とする戦闘航空隊を設置することが可能になった。
- 昭和19年（1944年）

8月1日　大村飛行場で開隊。佐世保鎮守府隷下。局地戦闘機48・夜間戦闘機12（実際は零式艦上戦闘機30・月光3程度）
8月10日　長崎市にB-29襲来(24機)、月光2で迎撃。戦果・損害なし。
8月20日　八幡市にB-29襲来(61機)、全力で迎撃。陸軍第12飛行師団に協力。1機撃墜・14機喪失。
9月1日　雷電4機調達。
10月頃　　雷電追加、10機程度の稼動機を確保。第三〇二海軍航空隊より月光転入、6機の稼動機を確保。
10月25日　大村市にB-29襲来(59機)、大村海軍航空隊と連合で全力迎撃。1機撃墜・6機喪失。
　　　　　　　　　以後西九州方面の防空戦に従事。
- 昭和20年（1945年）

1月頃　　月光1機調達。以後、夜戦は戊型彗星の調達に変更(2月時点で月光8・彗星4)。
2月10日　第五航空艦隊新編、隷下に入る。
3月26日　「天一号作戦」発動。作戦参加。
3月27日　太刀洗飛行場・大村飛行場にB-29襲来、全力迎撃。1機撃破・1機喪失。
3月31日　大刀洗飛行場・大村飛行場にB-29襲来、全力迎撃。2機撃墜・1機喪失、駐機8を含む大村飛行場の格納庫全焼。
4月4日　「菊水一号作戦」に備え、零戦20機を笠之原飛行場に派遣。
4月6日　「菊水一号作戦」発動。笠之原派遣隊12機出撃。1機喪失。
4月15-16日　鹿屋飛行場・笠之原飛行場に機動部隊艦載機来襲。1機撃墜・4機喪失。
4月22日　鹿屋飛行場・笠之原飛行場にB-29来襲。戦果・被害なし。
　　　　　　　　　「菊水四号作戦」発動。笠之原派遣隊出撃。
4月26日　笠之原派遣隊、鹿屋に進出。第三〇二海軍航空隊・第三三二海軍航空隊と連合で「竜巻部隊」を自称。
　　　　　　　　　以後、連日防空戦に従事。
5月16日　竜巻部隊の雷電払底、解散。6月3日までに大村へ帰還。
5月25日　第五航空艦隊第七十二航空戦隊を新編し転籍。第三八一海軍航空隊戦闘第九〇二飛行隊を編入。
6月15日　零戦隊・雷電隊を廃止。夜戦隊に縮小。
6月下旬　「決号作戦」準備下令。月光6機を築城飛行場に派遣。築城派遣隊は第三〇二海軍航空隊と連動。
7月3日　高松市にB-29襲来、築城派遣隊迎撃、1機喪失。
　　　　　　　　　以後、瀬戸内海上空の防空に従事。敗戦までに全機喪失。
7月26日　大牟田市にB-29襲来。本隊迎撃。戦果・被害なし。
　　　　　　　　　この迎撃を最後に防空力払底、終戦まで地上からの対空射撃で防空に従事。
- 終戦後武装解除・解隊

本土にあっても、稼動機・燃料・弾薬が払底し、三五二空も身動きできなくなった。米軍の爆撃は8月も続行し、5日佐賀市・8日に八幡市・9日長崎市・10日熊本市・11日久留米市が爆撃されたものの、海軍航空隊に打つ手は残されていなかった。

## 主力機種
- 零式艦上戦闘機…初期の実戦用機
- 雷電…中期以後の主力機
- 月光…夜戦用の主力機
- 彗星…夜戦仕様の戊型・月光の補完機

## 歴代司令
- （兼）寺崎隆治 大佐：昭和19年8月1日 - 昭和20年1月1日 （本職 大村海軍航空隊司令）
- （兼）柴田文三 大佐：昭和20年1月1日 - 昭和20年5月5日 （本職 大村海軍航空隊司令）
- 柴田文三 大佐：昭和20年5月5日 - 昭和20年6月15日
- 蓑輪三九馬 中佐：昭和20年6月15日 - 昭和20年6月27日
- （兼） 源田實 大佐：昭和20年6月27日 -  昭和20年7月8日 （本職 第三四三海軍航空隊司令）
- 山田龍人 大佐： 昭和20年7月8日 - 昭和20年10月10日